# Georg Stölting

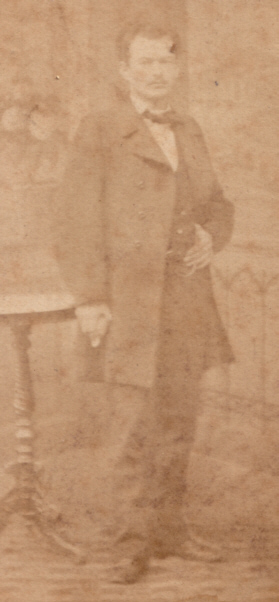
Georg Stölting als Student in Göttingen (um 1860)

Georg Stölting (* 26. Juni 1836 in Schliestedt; † 24. Januar 1901 in Wolfenbüttel) war ein deutscher  Schul- und Seminardirektor in Wolfenbüttel.

## Leben
Georg Stölting wurde 1836 in Schliestedt als Sohn eines dortigen Pastors geboren. Er besuchte die Bürgerschule und das Gymnasium in Holzminden, später ein Gymnasium in Wolfenbüttel. Von dort aus ging er 1860 zum Studium der Theologie an die Georg-August-Universität nach Göttingen. Zusammen mit sieben Mitschülern aus Holzminden – unter ihnen auch sein älterer Bruder Johannes Stölting, der ebenfalls Theologie studierte – gründete er dort am 10. November 1860 die Studentenverbindung Holzminda. Im Wintersemester 1861 war er an der Schaffung des Göttinger Blasenconventes beteiligt und vertrat die Holzminda auf dessen Sitzungen. 1863 bestand er die erste theologische Prüfung, 1864 die zweite. Noch im selben Jahr folgte das Rektoratsexamen, bevor er Rektor der Bürgerschule in Calvörde wurde. 1871 übernahm er die Pfarrstelle in Tanne im Harz und 1875 das Direktorat der städtischen Höheren Mädchenschule und der Bürgerschulen in Helmstedt, welche er die nächsten 14 Jahre lang weiter ausbaute. Als Würdigung seiner Verdienste wurde er 1889 nach Wolfenbüttel berufen und am 31. Mai in sein Amt als Schul- und Seminardirektor des Herzoglichen Lehrerseminars eingeführt. In Wolfenbüttel starb er 1901.

## Veröffentlichungen
- Jährliche Nachrichten über die Bürgerschulen in Helmstedt. Helmstedt 1877–1889.